# موفق شيخ الأرض
موفق شيخ الأرض (1918- 19 أكتوبر 2021) شاعر سوري، مؤلف شارة النسخة العربية من المسلسل الياباني الشهير جريندايزر، وله الكثير من الأعمال الفنية من قصائدَ وأغانٍ أدَّاها كبارُ الفنانين منهم وديع الصافي، وصباح، وسميرة توفيق، وفهد بلان.
وُلد في دمشق، ونشرت «الصفحة الرسمية للشاعر الراحل موفق شيخ الأرض» على فيس بوك في 19 أكتوبر (تشرين الأول) 2021 منشورًا يُفيد بوفاة موفق شيخ الأرض، حيث نشرت «انتقل إلى رحمة الله اليوم الشاعر موفق شيخ الارض». ودُفن في مدافن شهداء فلسطين ببيروت في لبنان. يُذكر بأنَّ والده هو أحمد شيخ الأرض، ووالدته هي نديمة الحناوي، وزوجته هدية قره طحان. ولموفق شيخ الأرض ولدان أحمد ونسرين.

## أعماله
- قصيدة «نسيت أم تذكُرُ» عام 1984، غناها وديع الصافي.
- قصيدة «ليه يضيع عهد الحنان» عام 1995، غنتها نور الهدى.[6]
- «هز الكتفين»، غنتها سميرة توفيق.
- «مسلسل جريندايزر»، كتب ثلاث شارات للمسلسل.
- «فرحانة بحبك فرحانة»، غنتها صباح.[7]
- «ع الدبكة»، غناها وديع الصافي.[7]
- «قولوا لها»، غناها فهد بلان.[7]